# تشانغ لينا
تشانغ لينا (بالصينية: 张俐娜) هي بروفيسورة وكيميائية صينية، ولدت في 1940 في محافظة غوانغزي ‏ في الصين.